# Lavinia Planitia (quadrangle)

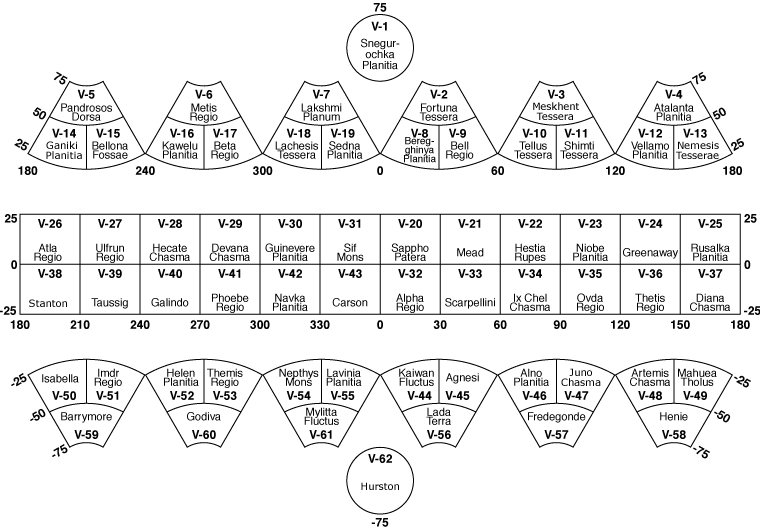
Quadrangles op Venus op schaal 1 : 5.000.000

Lavinia Planitia (V–55; breedtegraad 25°–50° S, lengtegraad 330°–360° E) is een quadrangle op de planeet Venus. Het is een van de 62 quadrangles op schaal 1 : 5.000.000. Het quadrangle werd genoemd naar het gelijknamige laagland dat op zijn beurt is genoemd naar Lavinia, een prinses uit de Romeinse mythologie.

## Geologische structuren in Lavinia Planitia
Coronae
- Eve Corona

Fluctus
- Eriu Fluctus
- Kaiwan Fluctus

Inslagkraters
- Aglaonice
- Bridgit
- Danilova
- Mae
- Nanichi
- Nilanti
- Polenova
- Saskia
- Stein
- Zhu Shuzhen

Linea
- Antiope Linea
- Hippolyta Linea
- Molpadia Linea

Montes
- Cipactli Mons

Paterae
- Mikhaylova Patera

Planitiae
- Lavinia Planitia

Regiones
- Alpha Regio